# Veit-Stoß-Haus (Krakau)

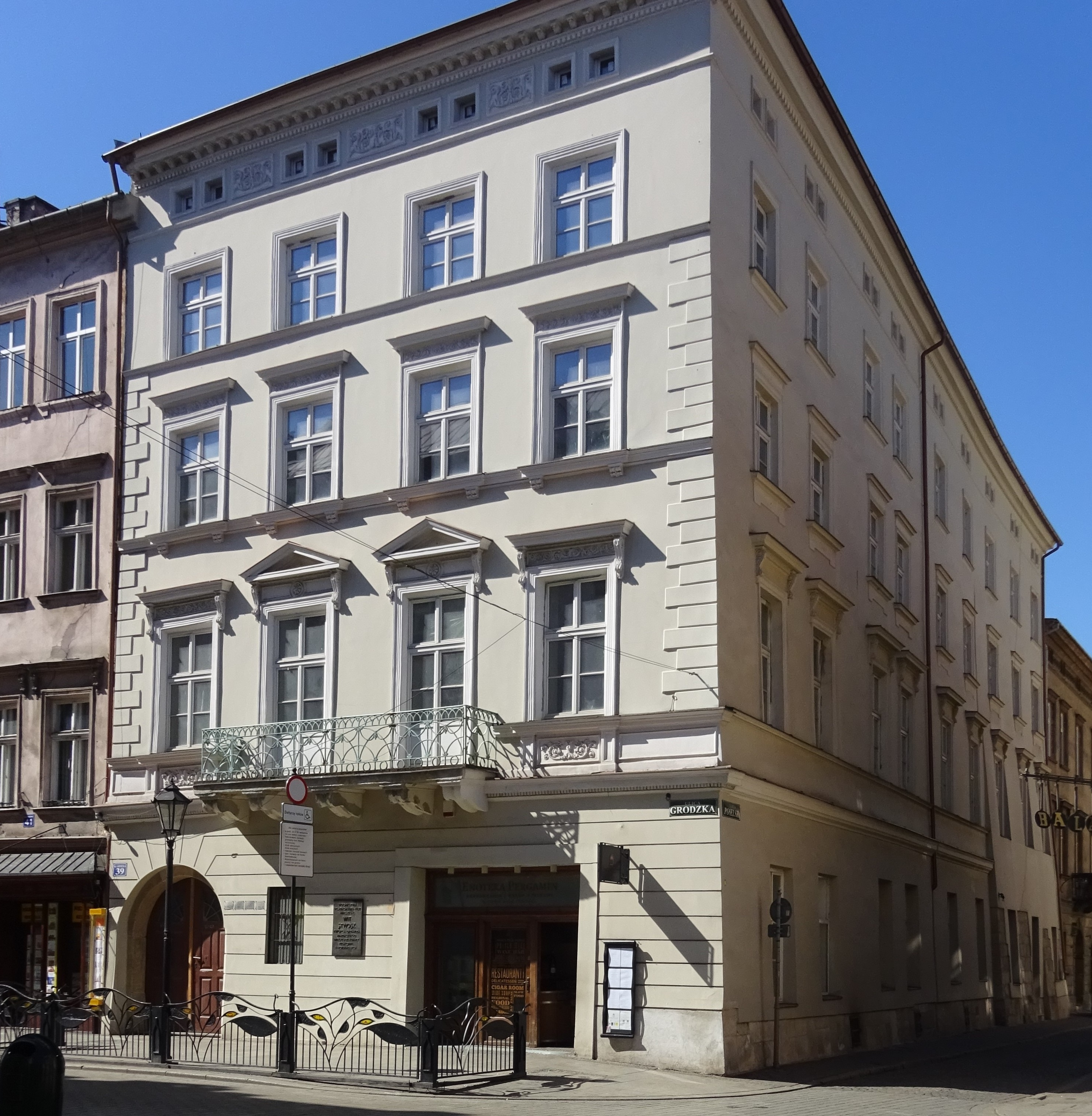
Fassade

Das Veit-Stoß-Haus (polnisch Dom Wita Stwosza w Krakowie) ist ein historisches Haus in Krakau in Polen an der Ecke der Ulica Grodzka und der Ulica Poselska in der Krakauer Altstadt. Es wurde um 1375 im gotischen Stil von Johannes Habirgeist erbaut. Es ist nach dem Künstler Veit Stoß benannt, der hier im 15. Jahrhundert gewohnt und gearbeitet hat.

## Lage
Das Haus befindet sich im südlichen Teil der Altstadt auf dem Weg vom Marktplatz zur Wawelburg.

## Geschichte
Das Haus wurde in der zweiten Hälfte des 14. Jahrhunderts als Patrizierhaus errichtet. 1481 erwarb Veit Stoß das Gebäude und zog hier ein. Er nutzte es als Wohnhaus und Atelier. Hier entstanden viele Teile des Krakauer Hochaltars für die Marienkirche. Von 1537 bis 1642 stand das Gebäude im Besitz der Patrizier Miączyński, von denen der zweite Name des Hauses stammt. Das Haus wurde im 17. und 18. Jahrhundert mehrfach im Barockstil umgebaut. 1875 erwarb Izaak Gleitzmann das Haus und erweiterte es um ein drittes Geschoss. Die heutige Fassade stammt ebenfalls von Gleitzmann.

## Nachweise
- Małgorzata Skowrońska: Kamienica Wita Stwosza straszy na Grodzkiej. Gazeta Wyborcza.

Koordinaten: 50° 3′ 28,8″ N, 19° 56′ 16,1″ O